# Asiagomphus yayeyamensis
Asiagomphus yayeyamensis – gatunek ważki z rodziny gadziogłówkowatych (Gomphidae). Występuje endemicznie w Japonii.